# Pulau Kalampunian
Pulau Kalampunian ist eine zum malaysischen Bundesstaat Sabah gehörende Insel im Südchinesischen Meer vor der Nordspitze Borneos. Die Insel liegt etwa 1,7 Kilometer vor Tanjung Simpang Mengayau, der Nordspitze von Borneo. Verwaltungstechnisch gehört sie zum Distrikt Kudat. Die sehr kleine Sandsteininsel erhebt sich auf einer Fläche von ca. 3.000 Quadratmetern steil aus dem Meer. Sie ist 100 Meter lang, 40 Meter breit und bis zu 23 Meter hoch. Auf der unbewohnten Insel befindet sich ein 15 Meter hoher rot-weiß-gestreifter Turm mit einem Signallicht. Ein bei Niedrigwasser trockenfallendes Riff von knapp einem Kilometer Länge erstreckt sich südöstlich der Insel. Pulau Kalampunian ist durch einen etwa 300 Meter breiten, schiffbaren Kanal von Tj. Simpang Mangayau getrennt.